# Autocharis rhodopa
Autocharis rhodopa là một loài bướm đêm trong họ Crambidae.